# Kordestan
Kordestan of Kurdistan (Nederlands: Koerdistan; Perzisch: استان کردستان, Ostān-e Kordestān) is een van de 31 provincies van Iran. Deze provincie ligt in het westen van Iran en is een zeer bergachtige gebied. De hoofdstad van deze provincie is Sanandaj.
Andere steden van deze provincie zijn Marivan, Baneh, Saqqez, Qorveh, Bijar en Sardasht. In het westen van de provincie wordt Sorani-Koerdisch gesproken en in de oostelijke delen Azerbeidzjaans. De vroegere naam van deze provincie was Ardalan.
Alborz · Ardebil · Oost-Azerbeidzjan · West-Azerbeidzjan · Bushehr · Chahar Mahaal en Bakhtiari · Fars · Gilan · Golestan · Hamadan · Hormozgan · Ilam · Isfahan · Kerman · Kermanshah · Noord-Khorasan · Razavi-Khorasan · Zuid-Khorasan · Khoezistan · Kohgiluyeh en Boyer Ahmad · Kordestan · Lorestan · Markazi · Mazandaran · Qazvin · Qom · Semnan · Sistan en Beloetsjistan · Teheran · Yazd · Zanjan